# Palaiargia arses
Palaiargia arses là một loài chuồn chuồn kim trong họ Coenagrionidae.
Palaiargia arses được Lieftinck miêu tả khoa học năm 1957.